# Gonzalo Zaldumbide
Gonzalo Zaldumbide Gómez de la Torre (Quito, 5 de junio de 1883 - Quito, 30 de noviembre de 1965) fue un crítico literario, novelista, ensayista y diplomático ecuatoriano. Muy influenciado por los escritos de José Enrique Rodó, formó parte de la corriente arielista en la literatura, desarrollando un estilo muy característico en sus ensayos. 
Además escribió una novela en este estilo titulada Égloga trágica, que empezaría a escribir en 1910 y terminaría de publicarla al final de su vida en 1954. Estudio a varios autores antiguos de Ecuador, con el fin de crear un canon de escritores clásicos entre los que destacan Gaspar de Villarroel como el gran prosista del siglo XVII y Juan Bautista Aguirre como el poeta más destacado del siglo XVIII. Ayudó además a difundir la obra de Juan Montalvo, cuyos libros fueron publicados al final de su vida y muchos de ellos póstumamente por lo que en ese momento se conocía poco de su obra. Además se sentía en deuda con él por la generosidad y lealtad que mostró en vida con su padre, el poeta romántico Julio Zaldumbide. Por otro lado, fue un destacado embajador con una larga carrera que lo llevó a París, Roma, Londres y Ginebra, lo que aprovechó para difundir la literatura de su país. Fue por último, Ministro de Relaciones Exteriores en 1929.

## Biografía y carrera

### Orígenes y primeros escritos
Uno de los hechos más importantes en su vida fue la temprana muerte de su padre Julio Zaldumbide en 1887. De él heredaría su aptitud por las letras y sus inclinaciones políticas (aunque su obra se centra exclusivamente en temas literarios). En el año de 1894 Juan Carlos Masabanda lo reconocería como escritor talentoso. En 1902 junto a Manuel María Sánchez, Alberto Gómez Jaramillo y Alfonso Moscoso funda la Sociedad Jurídico - Literaria donde publicaron la Revista de esta asociación donde demostró su talento poético. Estudió leyes graduándose en 1904. Durante este tiempo publica "El Anarquista" y colaboró con la revista de la “Sociedad Jurídico – Literaria”. En 1903 ante la muerte de su amigo Rafael Ruales publica una elegía. Fue a París con el fin de continuar sus estudios gracias a una beca, y durante esta estancia criticaría el libro A la costa de Luis A. Martínez. Además en 1908 publicó dos libros importantes que le harían destacar como crítico literario: “En Elogio de Henri Barbusse” y "La evolución de Gabriel d´Annunzio". Complementaría estas publicaciones con los libros “La parábola de la Virgen Loca y de la Virgen Prudente”, así como “La Ilusión de viajar” que estaría dedicado a su amigo Luis Robalino Dávila.
Luego de una estancia en París, a su regreso a Ecuador en su Hacienda Pimán escribe la novela "Égloga trágica" en 1909, cuyo estilo ha sido muy ponderado. En 1912 colaboró en la revista "Letras" de Isaac J. Barrera.

### Carrera diplomática
A partir de 1911 comienza su carrera diplomática que lo lleva a diversos destinos en América y Europa Lima (1911), París (1913), Roma (1922), Francia (1923-27), Washington (1927), Ginebra, Perú (1937), embajador en Colombia (1940), Brasil (1942), Londres (1950), Chile (1951), y las cual desarrolla a la par que su interés por las letras. Fue miembro la Academia Ecuatoriana de la Lengua en 1921, el mismo año que también haría un comentario sobre el diccionario geográfico de Antonio de Alcedo. Influenciado por el modernismo y en 1926 publicó “Cardiograma de una generación” sobre Medardo Ángel Silva. Un año más tarde fue enviado a Washington bajo el contexto del conflicto limítrofe con Perú. Durante este año además criticó la obra del poeta Remigio Crespo Toral.

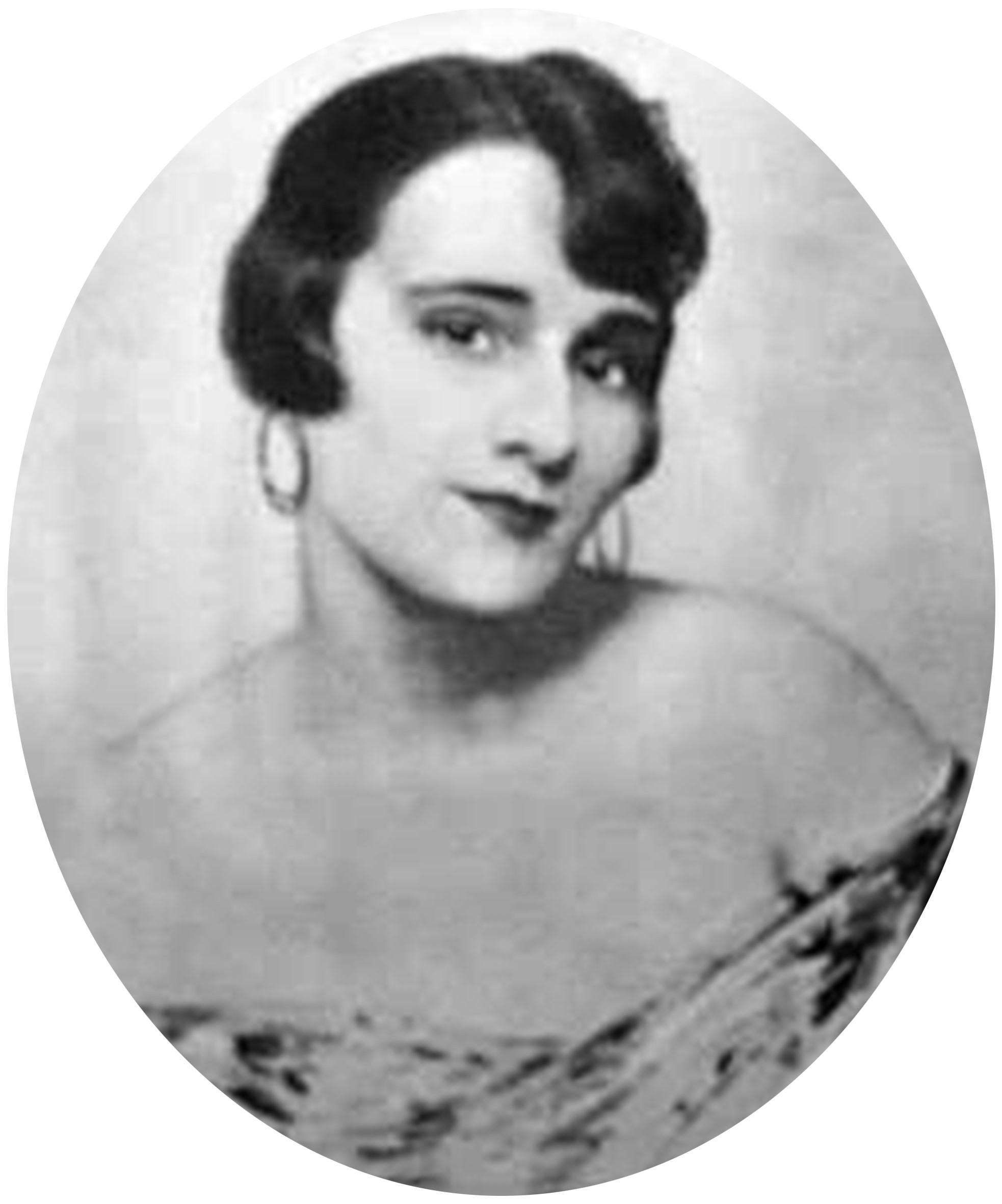
Isabel Rosales Pareja de Zaldumbide

En 1929 empieza la construcción de la Villa Celia, su gran casa en la ciudad de Quito. Se casó con Isabel Rosales Pareja, música reconocida y pianista virtuosa. Juntos tuvieron una hija Celia Zaldumbide Rosales. Su vida familiar no le impidió seguir colaborando en el ámbito literario por lo que escribió en la Revista América, el órgano mensual de la Sociedad Amigos de Montalvo. A este escritor había ayudado a popularizar durante su estancia en París, debido a su gran talento que había sido en su momento eclipsado por Juan León Mera, y también como agradecimiento por la defensa que hizo en su momento Montalvo de su padre, el poeta también Julio Zaldumbide que fue político liberal y candidato a la presidencia quien se enfrentó a Gabriel García Moreno. Además, durante su estancia en París recibió e introdujo a Alfredo Gangotena al mundo literario de ese entonces, según el estudio desarrollado por Cristina Burneo. Dentro de sus numerosas amistades, se encontraba Alfonso Reyes, sobre lo cual Vasconcelos diría: "Existía relación estrecha entre Alfonso Reyes y Zaldumbide. Tanto que la Legación del Ecuador fue la elegida par ala primera lectura de la Tragedia de Alfonso, Ifigenia. Resultó una recepción extraordinariamente brillante." El inicio de la década de los treinta empezó con su viaje Suiza, en la ciudad de Ginebra donde fungiría como Delegado Permanente del Ecuador en la Sociedad de las Naciones. Durante esta época, el presidente Isidro Ayora Cueva quiso designarle como parte de su gabinete pero en 1931 debido a las urgencias coyunturales cambió de opinión y nombró como ministro de gobierno al joven Coronel Luis Larrea Alba. Dos años más tarde dio una conferencia en el Instituto de España en los Estados Unidos titulada el “Significado de España en América”. Lo complementó con otra que llevó de título “Elogio de Bolívar”. En el año 1934 se publicaría una compilación de sus vivencias en la ciudad de Cuenca titulado “Zaldumbide en Cuenca de los Andes”.

### Carrera literaria

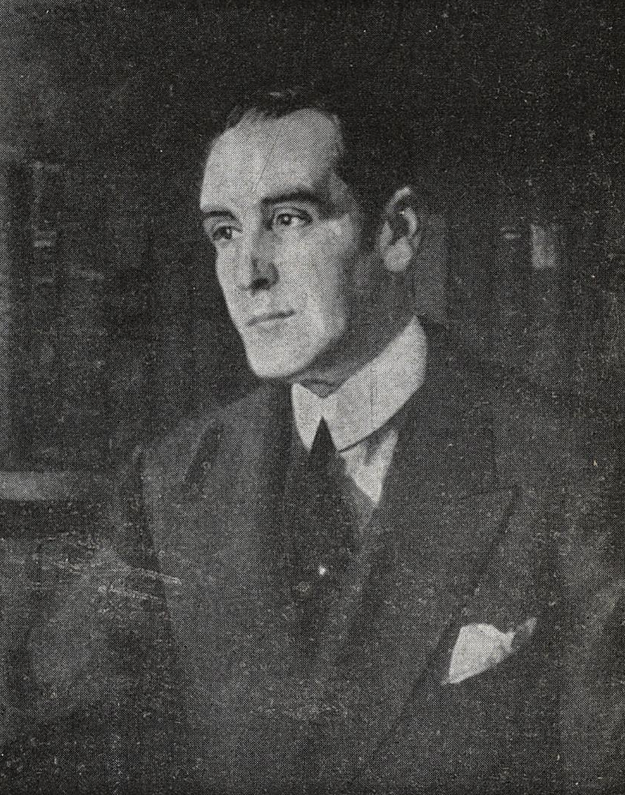
Zaldumbide en 1933

Tres años más tarde regresaría a Sudamérica como Ministro Plenipotenciario en el Perú. Sería aquí donde haría uno de los descubrimientos literarios importantes que marcarían su vida como crítico al descubrir el cuaderno de versos del poeta Juan Bautista Aguirre. Para el año 1940, su labor diplomática se desplegaría en Colombia y posteriormente en 1942 sería enviado a Brasil donde estuvo tres años. En esta época sufriría dos reveses fuertes en su vida uno personal y otro profesional. El primero porque quedaría viudo prematuramente por la muerte de Isabel Rosales Pareja. Lo segundo porque se pelaría con otro crítico literario importante de su país, Benjamín Carrión, quien sería el que tomaría la posta y ganaría mayor protagonismo en las décadas posteriores. Esto no lo limitaría y continuaría con su trabajo literario por lo que publicaría el volumen de obras completas de Juan Bautista Aguirre de la colección de “Clásicos Ecuatorianos" como parte de la Biblioteca Ecuatoriana Mínima. Para el año 1947 publicaría su estudio sobre los "Cuatro Grandes Clásicos Americanos”, en donde analizaría la obra literaria de José Enrique Rodó, Juan Montalvo, Gaspar de Villarroel y Juan Bautista Aguirre.
Con Rodó, el autor uruguayo tendría admiración literaria y gratitud por su estudio de Juan Montalvo que popularizaría su obra en Sudamérica. La influencia de Zaldumbide fue importante para revalorizar a Montalvo, escritor que por sus exilios y la prohibición de sus libros no había sido popular durante el siglo XIX. A juicio de G. H. Mata en su libro "Zaldumbide y Montalvo" donde sostiene la tesis de que "Gonzalo Zaldumbide, gran escritor por lo demás, había exagerado la estatura literaria de Montalvo y había logrado para él una fama inmerecida." Los juicios de Mata fueron causa de polémica y provocó la defensa del legado de Montalvo por otros escritores. Sin embargo, esto lo que demostró fue el importante rol que tuvo Gonzalo en la difusión de la obra de Montalvo y cómo a través de su trabajo en la crítica literaria fue la clave para impulsar su figura. No sería el único autor, puesto que además rescataría la obra de Gaspar de Villarroel como ensayista en el siglo XVII y de Juan Bautista Aguirre como poeta en el siglo XVIII. De esta manera, formaría un canon de autores que consideraba clásicos, lo que consolidaría en su publicación titulada justamente, "Cuatro grandes clásicos americanos", donde incluye a Villarroel en el siglo XVII, Aguirre en XVIII, Montalvo en XIX, así como un estudio de José Enrique Rodó, impulsor del arielismo en el siglo XX.
En 1950, cuando era presidente Galo Plaza Lasso, su pariente político, lo nombraría embajador en Londres, como parte de la decisión de impulsar la cultura de Ecuador a través de su apoyo a escritores desde la cancillería. Un año más tarde sería enviado a Chile. Durante toda esta época, después de la publicación de sus libros de crítica literaria en 1947, continuaría escribiendo su novela titulada "Égloga Trágica", con una prosa muy trabajada que narraba el fin de la sociedad tradicional andina y su vida alrededor de la hacienda. Para la publicación sufrió la presión de José Miguel Leoro que buscando obligarlo gentilmente anunció la existencia de una "novela secreta" del ya reconocido escritor Zaldumbide. Al publicarlo finalmente en 1956 la crítica fue generosa. El gran escritor, crítico y traductor Aurelio Espinosa Pólit escribiría un análisis de la novela titulado “Lecciones para leer Égloga trágica”, que por el título se puede entender la ponderación que recibió, y siendo de parte de Aurelio, el honor para Zaldumbide significó mucho. Además, el historiador Julio Tobar Donoso dividió al siglo XX de las letras ecuatorianas en antes y después de la publicación de “Égloga Trágica". Dos años más tarde pronunció un discurso en Quito titulado “Homenaje a Carlos V en el cuarto centenario de su muerte” y en 1959 escribiría otro discurso en honor “Carlos Montúfar, mensajero de conciliación enviado tarde”. Su obra fue muy valorada hasta el fin de sus días por lo que en 1960 se publicaron las “Páginas de Gonzalo Zaldumbide" seleccionadas por el crítico Humberto Toscano. Fue un escritor destacado que siempre se preocupó por el estilo: manejaba con maestría la imaginación, el sentimiento, la inteligencia, y la estética verbal. Murió finalmente el 30 de noviembre de 1965.

## Etapas de su carrera literaria

### Primeros artículos y los cuentos venecianos 1902-1908

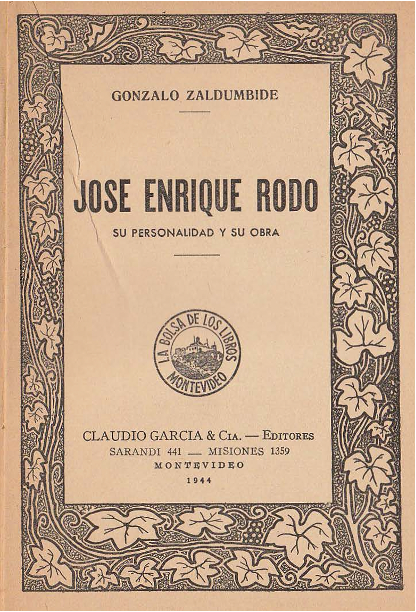
Estudio de Jose Enrique Rodo

La primera etapa de Gonzalo Zaldumbide se caracterizó por la publicación de artículos, ensayos y cuentos. El primer artículo publicado se llamó "El anarquista", algo excepcional puesto que la temática política estaría por lo general ausente de sus escritos. Sin embargo, al ser hijo de Julio Zaldumbide, importante político liberal (y poeta romántico también) que se enfrentó al gobierno conservador de García Moreno, es probable que haya heredado dicha filosofía política ya que no se lo conocía por ser una persona religiosa ni tampoco por tener simpatía con las ideas socialistas que cobraban fuerza durante esos años. Publicó además el ensayo "De Ariel" en 1902 donde empieza a ver su simpatía por las ideas de Rodó que le acompañarían a lo largo de toda su carrera. Ese mismo año escribiría su artículo "Visión de Norteamérica" donde comparte las ideas bastante populares en esos años de que Estados Unidos se perfilaba como un país que iba a desplegar hegemonía a lo largo de todo el continente. Algo también advertido por José Enrique Rodó. En 1904 escribiría sobre el libro de Luis A. Martínez titulado "A la costa", considerado como la novela del partido liberal, que se había tomado el poder a partir de la revolución de 1895. Lograría continuar sus estudios en Europa donde escribiría "Los cuentos venecianos", que fueron sus dos primeros relatos titulados "Parábola de la virgen loca y de la virgen prudente" y "Lo que pudo haber sido", publicados en 1907 y 1908 respectivamente, mientras vivía en dicha ciudad. Estos cuentos muestran la influencia ya de Gabriele D'Annunzio por su prosa encendida, con una riqueza poética característica. 

### Las vicisitudes del descastamiento 1909-1914
Fue pues grande la influencia del autor italiano en Zaldumbide quien testificaría que: ”En mis años mozos, en mis tiempos de iniciación literaria la prosa de D’Annunzio me cautivaba. Así la formación de mi gusto fue influida por la magnificencia del estilo d’annunziano”. En esta segunda etapa empezaría probando suerte como crítico literario en Europa para lo cual escribiría "En Elogio de Henri Barbusse" en 1909 y su importante estudio "La evolución de Gabriel d'Annunzio" en el mismo año. Además, durante estos años se vería también influenciado por Friedrich Nietzsche, a quien incluso quiso dedicar un estudio pero sería mayor la importancia que le daría a d'Annunzio que le motivaría más bien a estudiar su estética. Durante estos años europeos recibió buenas críticas, sobre todo de Rafael Cansinos Assens, y continuaría sus escritos como crítico con su ensayo "Lo que fue el simbolismo" en 1911 y tres años más tarde escribiría "Las vicisitudes del descastamiento". Este concepto, a juicio de Zaldumbide hace referencia a un sentimiento que experimentaban varios autores latinoamericanos. Por un lado por su formación muchas veces europea se sentían separados del resto de gente en América Latina, sin embargo, al vivir en el Viejo Continente, no dejaban de ser extranjeros. Esta temática lo desarrollaría en sus escritos titulados "El regreso", publicaciones fragmentarias de lo que sería el primer acto de su Égloga trágica, durante los años 1910 y 1911.

### El arielismo y lo clásico 1915-1948

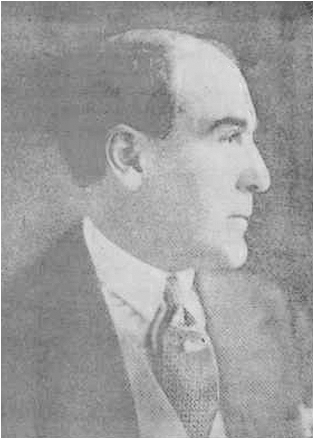
Gonzalo Zaldumbide en 1929

Esto llevaría a Zaldumbide a abrazar el arielismo, lo que le daría importancia a los escritos de Rodó que desde joven había valorado tanto. En consecuencia daría una nueva dirección a su carrera enfocándose en la crítica literaria y la historia de Ecuador y América Latina. Sería el periodo más largo de su vida literaria y también el más prolífico porque tendría la oportunidad de hacer grandes descubrimientos y aportes a las letras americanas. Escribiría una serie de prólogos para importantes autores tanto históricos como literarios, entre los que se encuentra su semblanza de Francisco García Calderón para su libro Wilsonianismo, también el prólogo al poemario de Medardo Ángel Silva en 1926, el prólogo y difusión de la prosa de Remigio Crespo Toral un año más tarde. En la siguiente década se llevaría a cabo su mayor aporte como crítico literario con el descubrimiento de Juan Bautista Aguirre como el gran poeta del siglo XVIII. De Aguirre se conocía un poema "Breve Diseño de las Ciudades de Guayaquil y Quito" en donde desarrolla la temática regionalista al contrastar de manera exagerada las virtudes de Guayaquil con los defectos de Quito. Sin embargo, esta era solo una, y no la mayor publicación de Aguirre. Fue Zaldumbide quien en 1918 descubrió un artículo de Sociedad Jurídica Literaria en donde se encontraban fracciones del resto de sus poemas, lo que le motivaría a seguir buscando el resto de su obra que lo encontraría finalmente en 1937. Al final terminó publicando su crítica en el libro "Cuatro clásicos americanos", así como en la publicación de la Biblioteca Ecuatoriana Mínima, en conjunto con Aurelio Espinosa Pólit destacando a Aguirre como "El mejor poeta de nuestro siglo XVIII" Su estudio desarrolla primero por qué la crítica de Juan León Mera en la "Ojeada histórico crítica" no toma en cuenta todas las dimensiones del poeta y por qué los nuevos poemas descubiertos pueden ayudarnos a recibir mejor su obra y destacarlo como uno de los escritores más importantes de la Real Audiencia de Quito. 
Además Zaldumbide desarrolló varios estudios sobre Gaspar de Villarroel, a quien lo considera como el primer prosista de la colonia. Publicó sobre Villarroel en dos estudios "Cuatro clásicos americanos" y "Fray Gaspar de Villarroel" (publicado dentro de la Biblioteca Ecuatoriana Mínima). En sus estudios describe el contexto histórico, el estilo del autor, la ausencia de una autobiografía que hubiera sido útil al momento de la interpretación de su obra, la prolijidad de sus escritos, su afición al teatro, entre otras cosas. Como extracto podemos ver como Zaldumbide rescata el estilo de este prosista del siglo XVII: "De lo que más tarde ha de llamarse famosamente gerundianismo, preservose tanto por su buena fe como, sin duda, por su ironía." Por último, en esta fértil época de su vida también estudiaría a Juan Montalvo, buscando dar mayor difusión a su obra, puesto que en el siglo anterior Juan León Mera había sido el escritor más conocido, mientras que Montalvo, por sus exilios y la erudición de sus escritos era considerado un autor difícil y sus libros llegaron a ser prohibidos por la iglesia. Sin embargo, como gesto de gratitud por la lealtad de Montalvo para con su padre Julio Zaldumbide, cuando se tuvo que enfrentar al presidente García Moreno, buscó reeditar sus obras. También rescató los escritos de Rodó sobre Montalvo tanto en "El Mirador de Próspero" como "Hombres de América". Esta etapa, marcada por su dedicación a la crítica literaria, a pesar de sus probados dotes para la narrativa con sus cuentos y las primeras publicaciones de "El regreso" se explica de la siguiente manera:

Pero por qué Zaldumbide, con tales dones de poeta y de narrador, apareció, sin embargo, dedicado casi exclusivamente a ensayos de crítica literaria en tres, cuatro libros sucesivos destinados a vasto público? La crítica—y esta sería la respuesta—, la crítica, tal como la ha intentado Zaldumbide, es una creación tan personal como cualquiera otra, una auténtica proyección subjetiva. Un retrato no es solo el retrato de una persona, sino a la vez un reflejo del propio pintor. Así, Barbusse, D’Annunzio, Rodó, fueron para Zaldumbide ocasiones de manifestación personal, y él las aprovechó para delimitarse en sus propios contornos; refractario lo mismo a las restricciones que a los excesos.
Miguel Sánchez Astudillo - Mundo Hispánico

### Últimos años y Égloga trágica 1949-1954
Por último, en sus años finales se dedicaría a su novela de juventud titulada Égloga trágica. Al inicio estaría inseguro de su publicación por lo que consultaría con su amiga Gabriela Mistral si debía publicarla y al final se convencería que debía hacerlo. A juicio del crítico literario Enrique Ojeda, sus publicaciones iniciales tituladas "El regreso" serían solo el primer capítulo de su obra escrita en cuatro actos y en esta época, habiendo enviudado joven y jubilado del servicio exterior se dedicaría a completar su obra. En breve resumen, esta trata sobre el regreso del protagonista llamado Segismundo, un joven terrateniente de la Sierra, a su hacienda El Pinar que se encuentra al norte de ese país, luego de su estadía en Europa. Dicha propiedad había quedado al cuidado del tío, por razones tristes puesto que sus familiares cercanos, padres y hermana han muerto. Esto trae mucha tristeza a Segismundo por la falta de su familia y el dolor de no poder amar. Sin embargo a su regreso se enamora de una mujer llamada Marta, quien fuera una joven de su entorno acomodado. Esto sería el inicio de un conflicto porque su tío también estaría secretamente enamorado de Marta, lo que daría inicio a un triángulo amoroso. La novela es trágica porque termina con la muerte de la joven, que simboliza también el fin de la vida antigua tradicional. Se completaba el descastamiento.  
Sería publicada finalmente en 1956 y fue bien recibida, a pesar de que por su estilo, más bien costumbrista y romántico, estaba completamente desfasada de las tendencias literarias de esa época. No obstante el estilo de la novela, al igual que todo lo que escribió Zaldumbide, es muy bien trabajado, lo que le convierte en uno de los mejores prosistas de Ecuador. Se publicó una versión definitiva y póstuma de esta novela en 1962. Muchos años después, Eliécer Cárdenas haría referencia dentro de su novela El Pinar de Segismundo, a Égloga Trágica, imaginando un escenario ficticio en el que habría un complot para robarse los manuscritos a Zaldumbide y evitar que publique su libro. Además, Salvador Izquierdo publicaría en 2019 el Nuevo Zaldumbide, lo que marca la continua relevancia que tiene el autor en la literatura de ese país.

## Lista de sus publicaciones

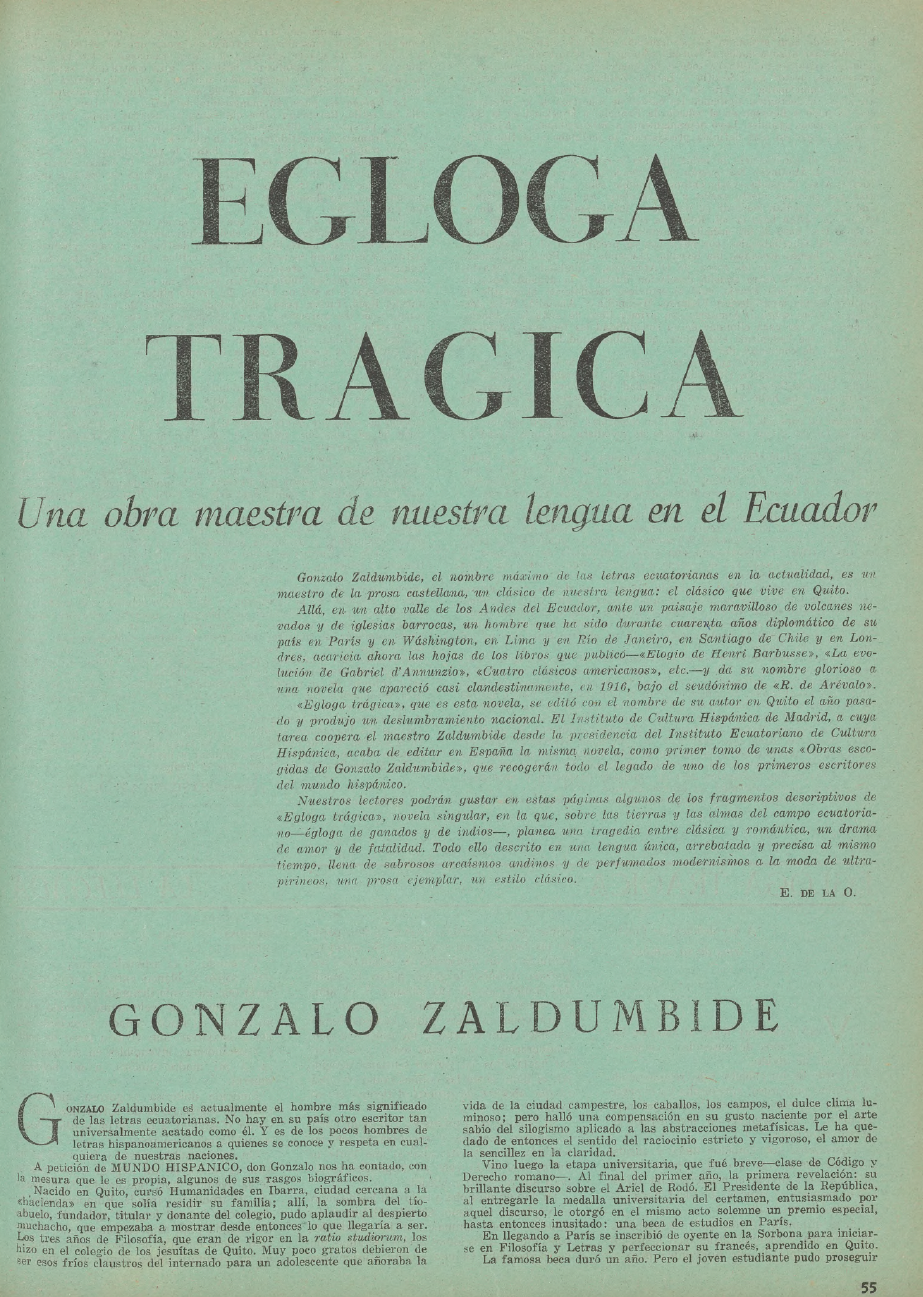
Fragmentos de la novela Égloga Trágica publicado en la revista Mundo Hispánico.

### Crítica literaria
- Crítica de "A la costa" novela de Luis A. Martinez, 1904
- La evolución de Gabriel d'Annunzio, 1909, 375 p.
- En elogio de Henri Barbusse, 1909, 60 p.
- José Enrique Rodó, 1919, 189 p.
- Montalvo y Rodó, 1936, 282 p.
- Montalvo, 1937, 103 p.
- Cuatro grandes clásicos americanos Villarroel, Aguirre, Montalvo, Rodó, 1948, 286 p.

### Narrativa
- Parábola de la virgen loca y de la virgen prudente, cuento, 1907
- Lo que pudo haber sido, cuento, 1908

- Égloga trágica, novela, 1910, 1911, 1954, 338 p.

### Ensayos, artículos y discursos
- De Ariel, 1903, 95 p.
- Visión de Norteamérica, 1903, 5 p.
- Lo que fue el simbolismo, 1911
- Vicisitudes del descastamiento, 1914, 80 p.
- Significado de España en América, 1933, 34 p.
- Elogio de Bolívar en el sesquicentenario de su nacimiento, 1933
- Vida y muerte de Carlos Montúfar, prócer quiteño de la emancipación americana, 1943, 32 p.
- Gonzalo Zaldumbide en Cuenca de los Andes, 1947
- Enrique Larreta: de Avila a la Pampa, 1949, 22 p.
- Homenaje a Carlos V en el IV Centenario de su muerte, 1958
- Ventura García Calderón y El único gran poeta de nuestro siglo XVIII

### Estudios para la Biblioteca Ecuatoriana Mínima
- Fray Gaspar de Villarroel, Biblioteca Ecuatoriana Mínima, 1960
- Juan Montalvo, Estudio introductorio, Biblioteca Ecuatoriana Mínima, 1960
- Prosistas de la colonia, El diccionario inédito de Alcedo, Biblioteca Ecuatoriana Mínima, 1960
- Poetas parnasianos y modernistas, Estudio introductorio, Biblioteca Ecuatoriana Mínima, 1960
- Los dos primeros poetas coloniales ecuatorianos: Bastidas y Aguirre, Biblioteca Ecuatoriana Mínima, 1960

### Prólogos y correspondencia
- Francisco García Calderón Wilsonianismo, prólogo, 1920
- Medardo Ángel Silva Poesías, prólogo, 1926
- Remigio Crespo Toral Selección de Ensayos, prólogo, 1927
- Gaspar de Villarroel Gobierno Eclesiástico Pacífico, prólogo, 1943
- Cartas literarias de Gonzalo Zaldumbide, Casa de la Cultura Ecuatoriana, 1966, 43 p.
- Cartas, 1933-1934 de Gonzalo Zaldumbide, Consejo Nacional de Cultura del Ecuador, Ediciones (2000), 301 p.

### Ediciones de sus obras
- Páginas de Gonzalo Zaldumbide, Volumen I, II, Departamento Editorial de Educación, 1960, 854 p.
- Selección de Ensayos, Comisión Nacional Permanente de Conmemoraciones Cívicas, 2003, 141 p.
- Ensayos literarios, Centro Cultural Benjamín Carrión y del Municipio Metropolitano de Quito, 2019, 515 p.

## Reconocimiento

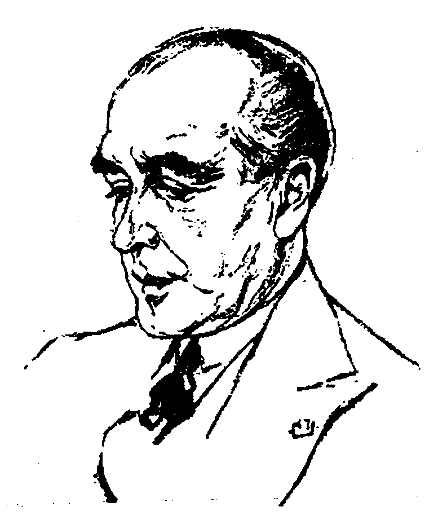
Gonzalo Zaldumbide en 1956

Fue Miembro de Número y Director de la Academia Ecuatoriana de la Lengua, Miembro de la Academia Argentina de Letras y de la Real Academia Española. Su estilo artístico y creativo literario se caracterizó por la elegancia de su pluma en la defensa de la identidad hispanoamericana, por un elitismo de la forma, del entendimiento y de la vida. Como autor iteraba sus publicaciones hasta perfeccionarlas como sus estudios de Montalvo y Rodó, que terminarían con la publicación de "Cuatro grandes clásicos Americanos", o también con las primeras publicaciones de "El regreso", que se convertirían en su novela "Égloga trágica". No se consideraba como un autor modernista sino clásico, trazando la distinción por la importancia del arte por el arte que tenía en el primer grupo, en contraste con la centralidad de los conceptos que siempre caracterizó en su obra. Como escritor, no solo cuidaba el estilo llegando al preciosismo, sino también mostraba su inteligencia. Le gustaba la filosofía, algo que heredó de su padre Julio, y que se expresó desde temprana edad por la influencia de Nietzsche y la estética de d'Annunzio y Barbusse. 
El estilo de Zaldumbide fue reconocido en una publicación por Miguel Ángel Astudillo donde lo destacó como un prosista completo que llenó sus escritos con una imaginación profunda y sentimiento, inteligencia, y estética verbal al expresarse. Por los defectos, si había alguno en su obra, era que de vez en cuando perdía el tono. Además, Benjamín Carrión escribió "En el año jubilar de Gonzalo Zaldumbide" donde lo consideró como la mayor figura de la literatura ecuatoriana actual diciendo: "Zaldumbide y Alfonso Reyes, son capitanes de la nueva prosa". Por otro lado, durante la sesión de honor de los miembros de la academia de la lengua en la casa de Belalcázar en 1968, se honró a Zaldumbide por sus ochenta años:

«el gran señor tranquilo y triste con melancolía en los ojos», como lo definía José María Pemán, fue siempre fiel intérprete de la significación vascongada de su apellido: «Camino de caballeros». Esta fue su divisa, su lema, su mote, que podía campear en su escudo genealógico. Diplomático insigne, hispanista de corazón, patriarca de las letras hispanoamericanas, modelo de estilista de la prosa castellana, oír de sus labios el recio y armonioso castellano, con cadencias dieciochescas, era un regalo sugestivo y atrayente. Afable, cordial, sincero con todos. En la soledad de su Yuste de Pimán, erguido su cuerpo sobre la firmeza de sus ochenta años, cubierta su cabeza con la amplia boina barojiana, fue el mejor símbolo del maestro de la lengua castellana y el prototipo del caballero hidalgo español.
Mundo hispánico

Además, Efraín Villacís en su estudio sobre Zaldumbide y la literatura ecuatoriana destacó su rol como crítico literario para "ubicar y establecer nuestra tradición literaria a través de la lectura de nuestros clásicos" desde la prosa de Villarroel, su descubrimiento de Aguirre o su difusión de Montalvo:

Era, sin duda, más poeta que crítico; más orador que analista; más amigo de mostrar la verdad por todas sus faces, cuando creía haberla encontrado, que de buscarla tesoneramente... su optimismo irreductible le hacía muy apto para desmenuzar con suprema elocuencia las razones de su admiración ante las figuras históricas que lo cultivaban y lo atraían con fascinaciones irresistibles.
Efraín Villacís - El cuarto de hora de nuestros clásicos

Además, el poeta modernista Medardo Ángel Silva, a quien Zaldumbide editaría sus obras en Paris y haría un estudio, le dedicaría a cambio un ensayo describiendo su legado de la siguiente manera:

Atento a las infinitas ondulaciones del pensar contemporáneo, como también nutrido de clásicos saberes; salido de la incertidumbre mental que refleja la indecisión del primerizo en búsqueda de su propia manera a través de extrañas actitudes, revélase en público torneo de inteligencias, con obra que presagia una temprana madurez, comentando el luminoso Ariel del maestro uruguayo, cuya influencia lejana y perceptible, será tan constante, luego, en toda su actuación literaria, que al silenciar la voz magistral de Rodó más de un estudioso ha pronunciado el nombre de su glosador y feliz crítico para sucederle en el bello ministerio de orientar las nuevas generaciones americanas hacia las albas de oro por venir.
Medardo Ángel Silva